# ARFU Asian Rugby Championship 1998
Die ARFU Asian Rugby Championship 1998 war ein Wettbewerb für asiatische Nationalmannschaften in der Sportart Rugby Union. Es handelte sich um die 16. Ausgabe der vom Verband Asian Rugby Football Union (ARFU) organisierten Rugby-Union-Asienmeisterschaft. Beteiligt waren zehn Mannschaften, die vom 24. bis 31. Oktober an einem Turnier in Singapur in zwei Divisionen gegeneinander antraten (die zweite Division war zusätzlich in zwei Gruppen unterteilt). Japan gewann zum zwölften Mal den Asienmeistertitel. Der Wettbewerb zählte gleichzeitig als Qualifikation für die Weltmeisterschaft 1999.

## Division 1
|    | Land     | Spiele | Siege | Unent. | Ndlg. | Spiel- punkte | Diff. | Tabellen- punkte |
| -- | -------- | ------ | ----- | ------ | ----- | ------------- | ----- | ---------------- |
| 1. | Japan    | 3      | 3     | 0      | 0     | 221:25        | + 196 | 6                |
| 2. | Südkorea | 3      | 1     | 0      | 2     | 104:81        | + 23  | 2                |
| 3. | Taiwan   | 3      | 1     | 0      | 2     | 57:227        | − 170 | 2                |
| 4. | Hongkong | 3      | 1     | 0      | 2     | 39:88         | − 49  | 2                |

| 24. Oktober 1998 | Japan | 40 : 12 | Südkorea | Jalan Besar Stadium, Singapur |
| 24. Oktober 1998 |       |         |          | Jalan Besar Stadium, Singapur |

| 24. Oktober 1998 | Taiwan | 30 : 12 | Hongkong | Jalan Besar Stadium, Singapur |
| 24. Oktober 1998 |        |         |          | Jalan Besar Stadium, Singapur |

| 27. Oktober 1998 | Japan | 134 : 6 | Taiwan | Jalan Besar Stadium, Singapur |
| 27. Oktober 1998 |       |         |        | Jalan Besar Stadium, Singapur |

| 27. Oktober 1998 | Hongkong | 20 : 11 | Südkorea | Jalan Besar Stadium, Singapur |
| 27. Oktober 1998 |          |         |          | Jalan Besar Stadium, Singapur |

| 31. Oktober 1998 | Japan | 47 : 7 | Hongkong | Jalan Besar Stadium, Singapur |
| 31. Oktober 1998 |       |        |          | Jalan Besar Stadium, Singapur |

| 31. Oktober 1998 | Südkorea | 81 : 21 | Taiwan | Jalan Besar Stadium, Singapur |
| 31. Oktober 1998 |          |         |        | Jalan Besar Stadium, Singapur |

## Division 2

### Gruppe A
|    | Land      | Spiele | Siege | Unent. | Ndlg. | Spiel- punkte | Diff. | Tabellen- punkte |
| -- | --------- | ------ | ----- | ------ | ----- | ------------- | ----- | ---------------- |
| 1. | Sri Lanka | 2      | 2     | 0      | 0     | 85:8          | + 77  | 4                |
| 2. | Malaysia  | 2      | 1     | 0      | 1     | 37:69         | − 32  | 2                |
| 3. | VR China  | 2      | 0     | 0      | 2     | 30:75         | − 45  | 0                |

| 24. Oktober 1998 | Malaysia | 32 : 25 | VR China | Jalan Besar Stadium, Singapur |
| 24. Oktober 1998 |          |         |          | Jalan Besar Stadium, Singapur |

| 26. Oktober 1998 | Sri Lanka | 43 : 5 | VR China | Jalan Besar Stadium, Singapur |
| 26. Oktober 1998 |           |        |          | Jalan Besar Stadium, Singapur |

| 28. Oktober 1998 | Sri Lanka | 44 : 3 | Malaysia | Jalan Besar Stadium, Singapur |
| 28. Oktober 1998 |           |        |          | Jalan Besar Stadium, Singapur |

### Gruppe B
|    | Land     | Spiele | Siege | Unent. | Ndlg. | Spiel- punkte | Diff. | Tabellen- punkte |
| -- | -------- | ------ | ----- | ------ | ----- | ------------- | ----- | ---------------- |
| 1. | Singapur | 2      | 2     | 0      | 0     | 91:0          | + 91  | 4                |
| 2. | Thailand | 2      | 1     | 0      | 1     | 90:12         | + 78  | 2                |
| 3. | Indien   | 2      | 0     | 0      | 2     | 6:175         | − 169 | 0                |

| 24. Oktober 1998 | Singapur  | 6 : 0 | Thailand | Jalan Besar Stadium, Singapur |
| 24. Oktober 1998 | (forfait) |       |          | Jalan Besar Stadium, Singapur |

| 26. Oktober 1998 | Singapur | 85 : 0 | Indien | Jalan Besar Stadium, Singapur |
| 26. Oktober 1998 |          |        |        | Jalan Besar Stadium, Singapur |

| 28. Oktober 1998 | Thailand | 90 : 6 | Indien | Jalan Besar Stadium, Singapur |
| 28. Oktober 1998 |          |        |        | Jalan Besar Stadium, Singapur |

### Platzierungsspiele
Spiel um Platz 5
| 31. Oktober 1998 | VR China | 42 : 13 | Indien | Jalan Besar Stadium, Singapur |
| 31. Oktober 1998 |          |         |        | Jalan Besar Stadium, Singapur |

Spiel um Platz 3
| 31. Oktober 1998 | Thailand | 28 : 8 | Malaysia | Jalan Besar Stadium, Singapur |
| 31. Oktober 1998 |          |        |          | Jalan Besar Stadium, Singapur |

Spiel um Platz 1
| 31. Oktober 1998 | Singapur | 25 : 13 | Sri Lanka | Jalan Besar Stadium, Singapur |
| 31. Oktober 1998 |          |         |           | Jalan Besar Stadium, Singapur |